# Ferrocarril de la Vall del Selke

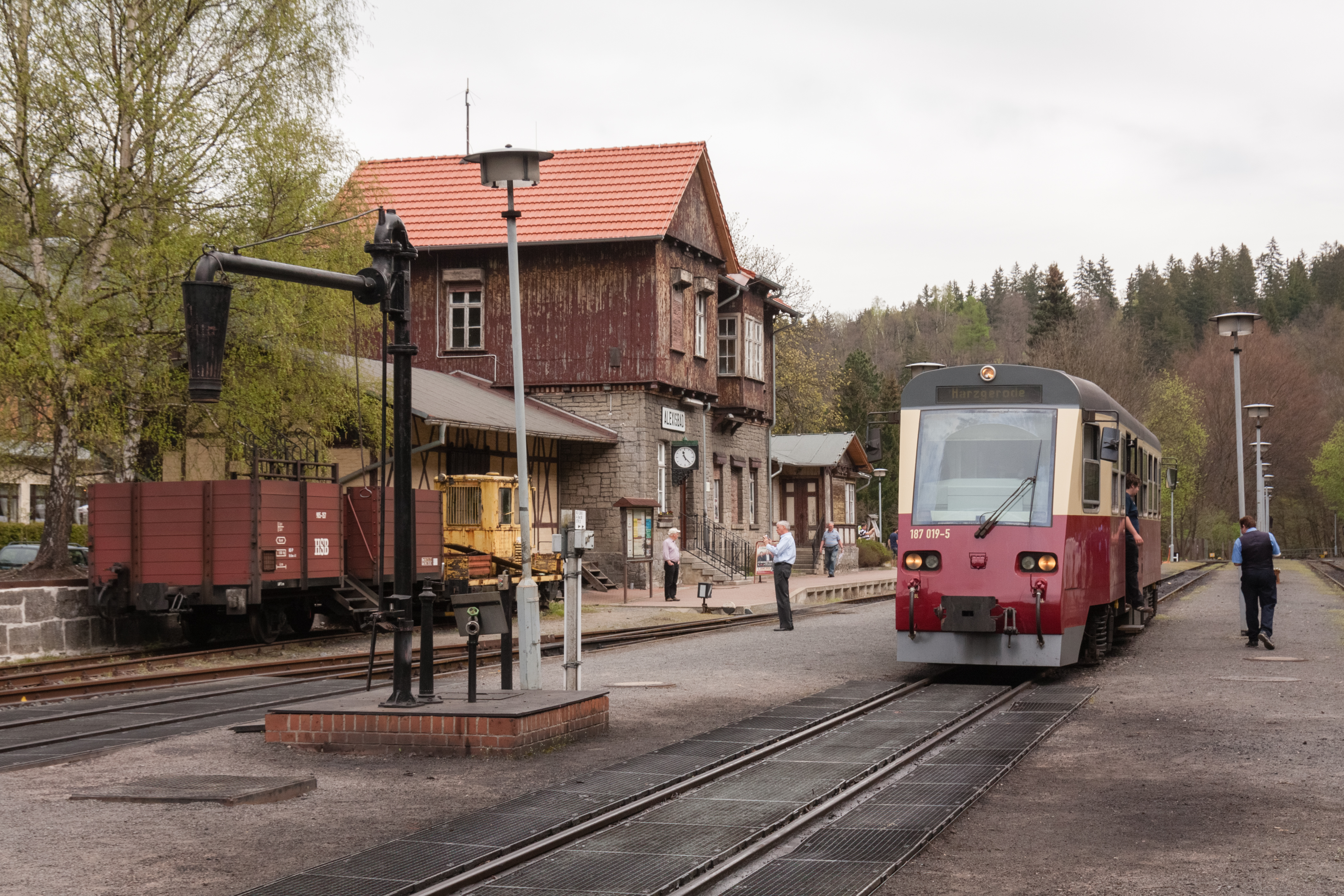
Estació Alexisbad amb un nou automotor

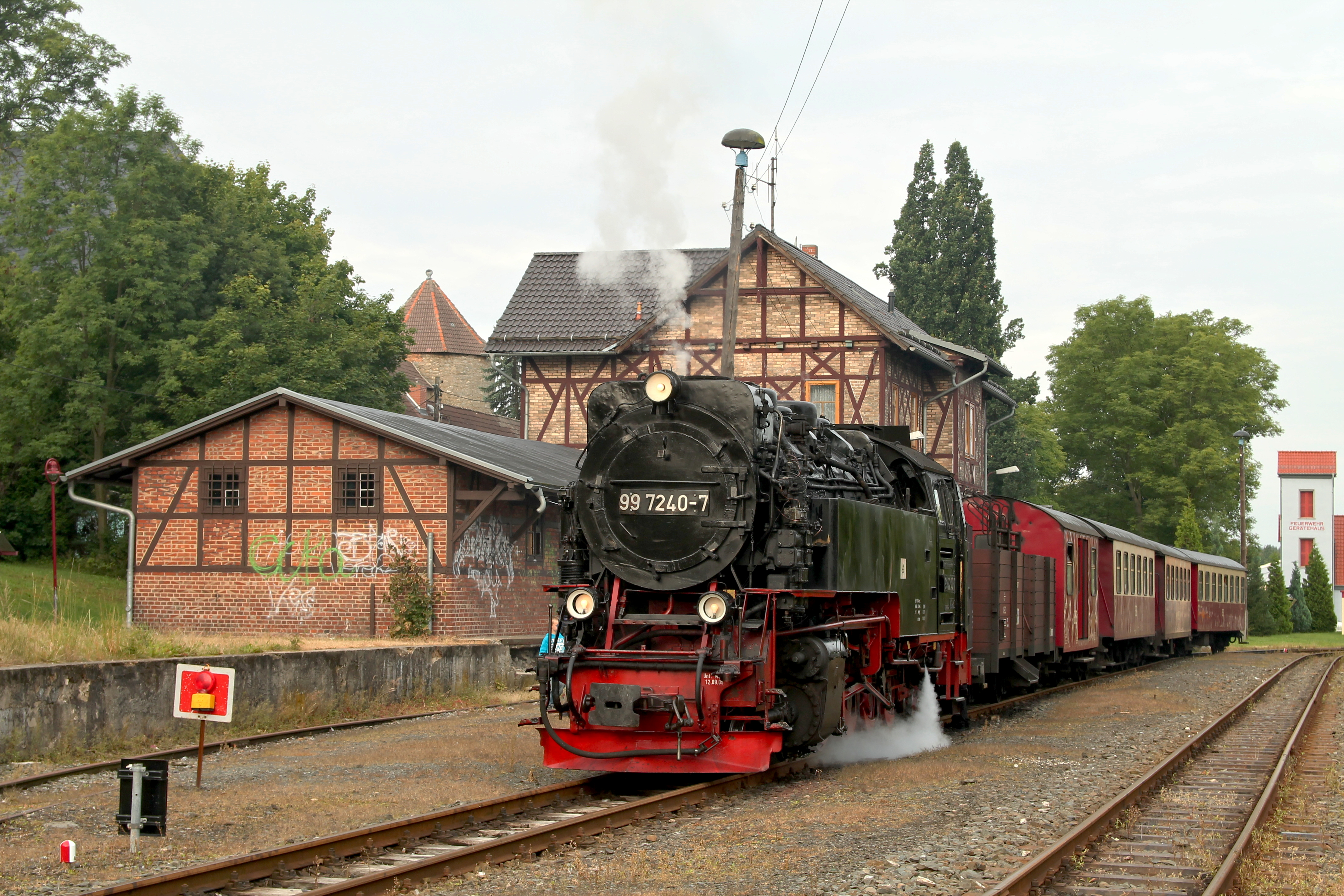
Tren de vapor a l'estació de Harzgerode

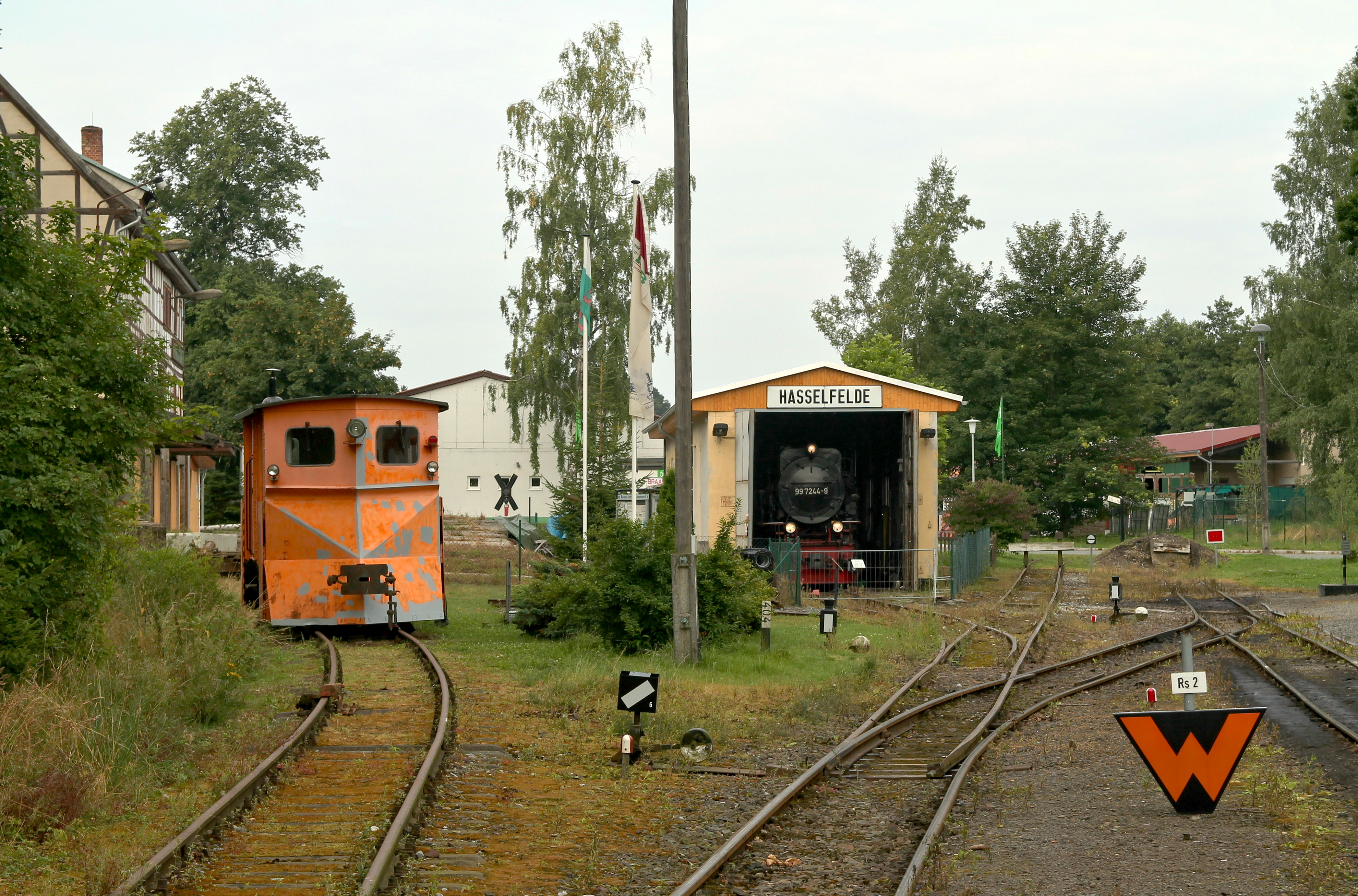
Hangar de locomotora històric d'Hassefelde amb material històric

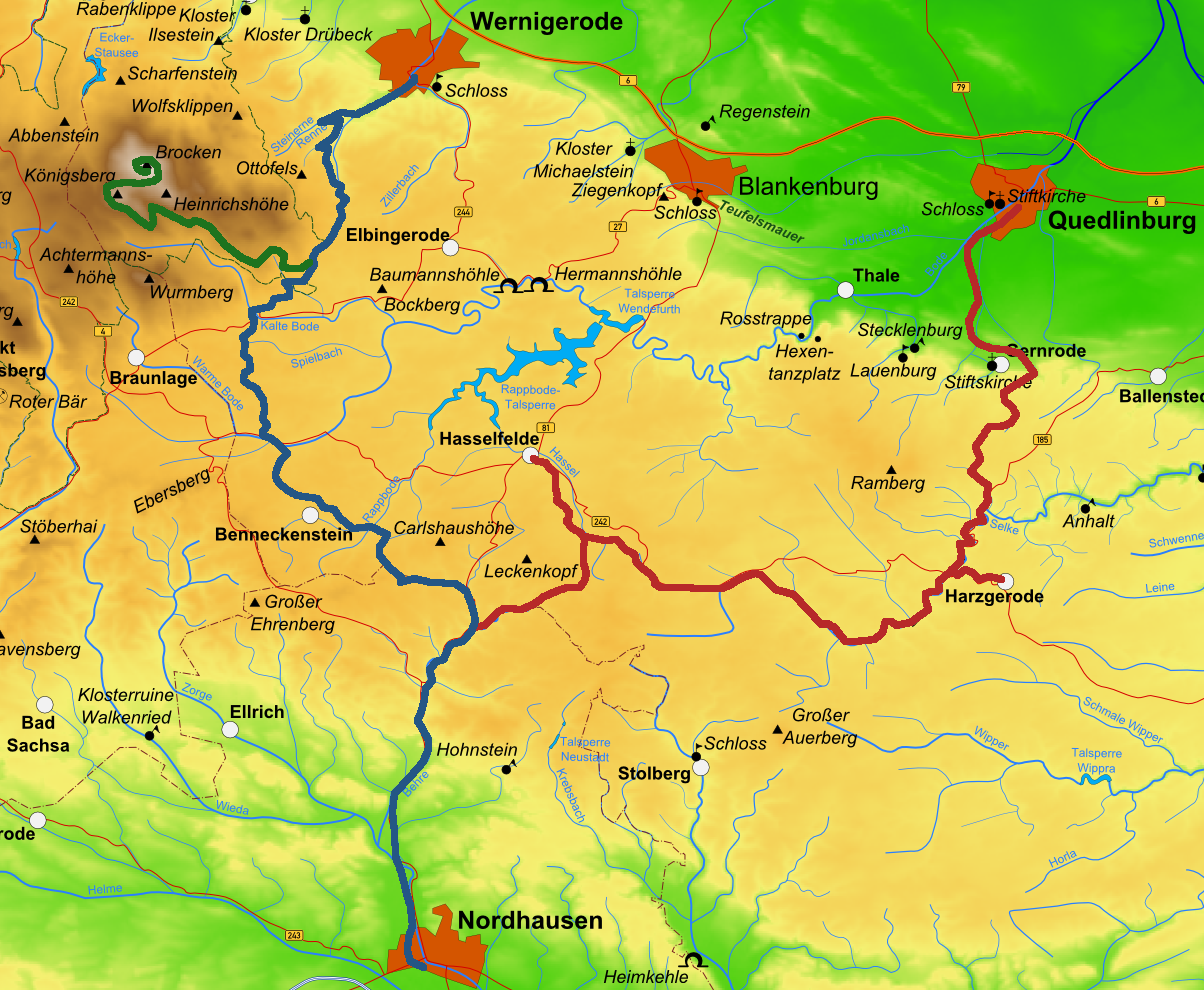
Mapa del HSB, en vermell el ferrocarril de la vall del Selke

El ferrocarril de la Vall del Selke (en alemany: Selketalbahn) és el nom del ferrocarril de via mètrica de les muntanyes baixes del Harz que originalment s'anomenava Gernrode-Harzgerode Eisenbahnen (GHE). La línia principal del ferrocarril de la Vall del Selke connecta les poblacions de Quedlinburg i Hasselfelde, passant per Gernrode, Alexisbad i Stiege. Té dos ramals: un connecta Alexisbad amb Harzgerode, l'altre connecta Stiege amb Eisfelder Talmühle, al Ferrocarril del Harz.
Entre Mägdesprung i Albrechtshaus, la via passa per la vall del riu Selke, i és per això que se li va donar el nom que actualment té.
En la primavera de 1946, va ser desmantellada pràcticament tota (en va quedar una petita part) i els seus recursos van ésser reciclats i transportats a la Unió Soviètica. Degut a la seva importància pel transport de fluorita, la part entre Gernrode i Lindberg (en l'actualitat Straßberg)va ésser reconstruït en la tardor de 1946. Degut a l'escassetat de materials la reconstrucció va allargar-se fins al 1950. En 1946 la GHE va ésser expropiada i es va fer càrrec de la mateixa la Deutsche Reichsbahn de la República Democràtica Alemanya en 1949. La secció entre Lindberg (actualment Straßberg) i Stiege no va ser reconstruïda fins al 1983.
L'1 de febrer de 1993, els ferrocarrils de via estreta del Harz (Harzer Schmalspurbahnen GmbH o HSB), que ja havia adquirit el ferrocarril del Harz i el ferrocarril del Brocken, es va fer càrrec del ferrocarril de la Vall del Selke de la Deutsche Reichsbahn.
En el 2006 el ferrocarril de la vall del Selke es va estendre cap a Quedlinburg refent una línia de via estàndard abandonada de la DB entre Gernrode i Quedlinburg. Això fa més popular el ferrocarril de la Vall del Selke entre els turistes que visiten el lloc Patrimoni de la Humanitat de Quedlinburg.
El ferrocarril de la Vall del Selke forma part dels ferrocarrils de via estreta del Harz però és relativament desconegut. És un secret guardat entre els amants dels trens per les següents raons:
- El tram de la part nord del Harz és un paisatge molt variat fins als alts nivells de les muntanyes mitjanes del Harz.
- En l'actualitat s'utilitzen en el tram entre Wernigerode i el Brocken les locomotores que van ésser del ferrocarril de la Vall del Selke (úniques de la seva classe, es van construir 17 locomotores).
- El ferrocarril de la vall del Selke travessa un pendent del 4%, que és el més pronunciat a les muntanyes del Harz. El ferrocarril del Brocken s'encoloma més amunt però només amb un desnivell del 3,33%.
- La estació de Stiege té un bucle terminal que és l'únic d'un ferrocarril públic. Aquest bucle de retorn ha estat específicament construït per permetre als trens pesats que anaven a la central de Silberhutte des de Nordhausen, continuar en direcció a Silberhütte sense fer cap tipus d'inversió (veure el mapa del costat)

## Galeria

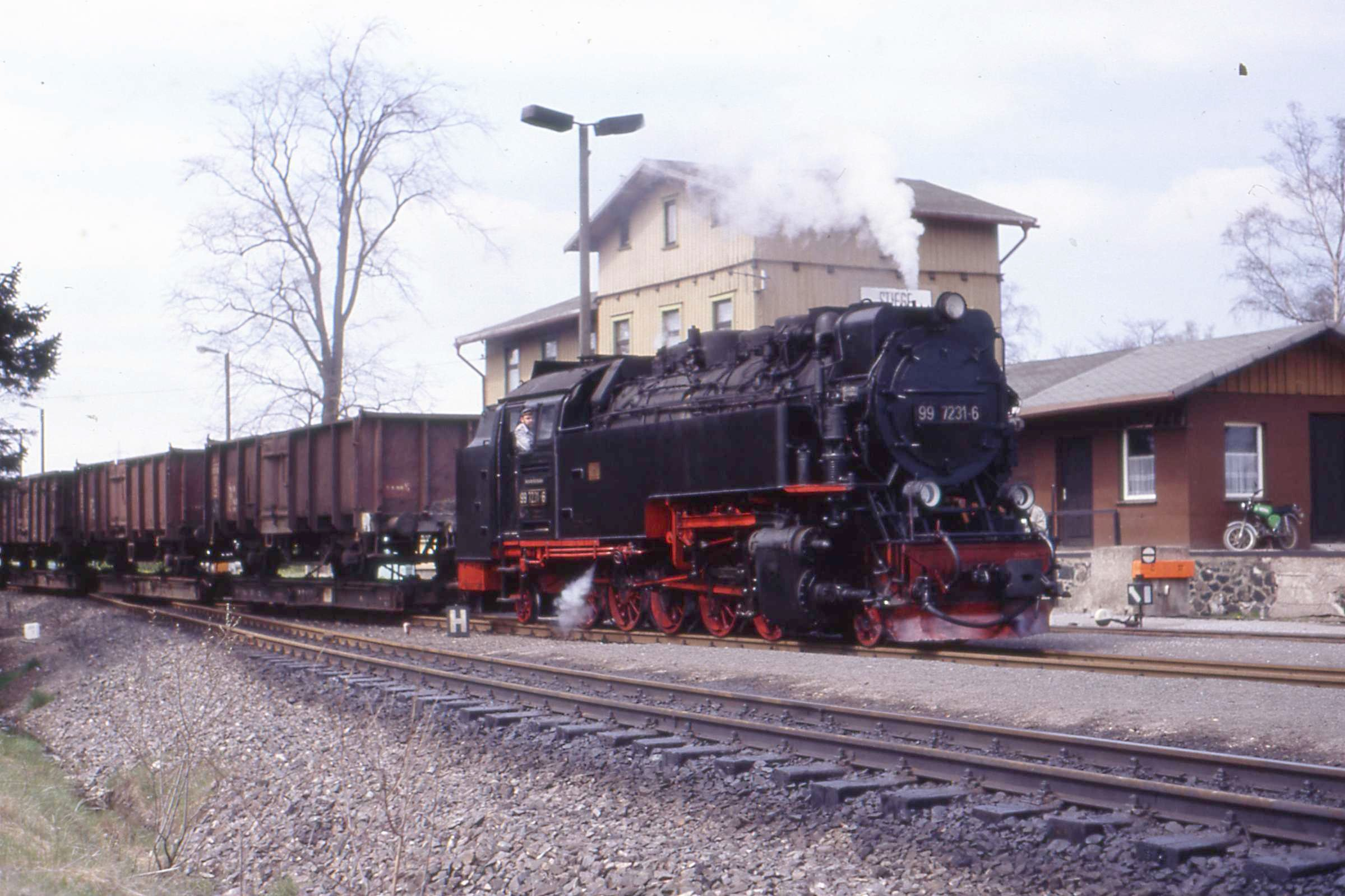
Tren de mercaderies sobre rollbock a Stiege (1990)
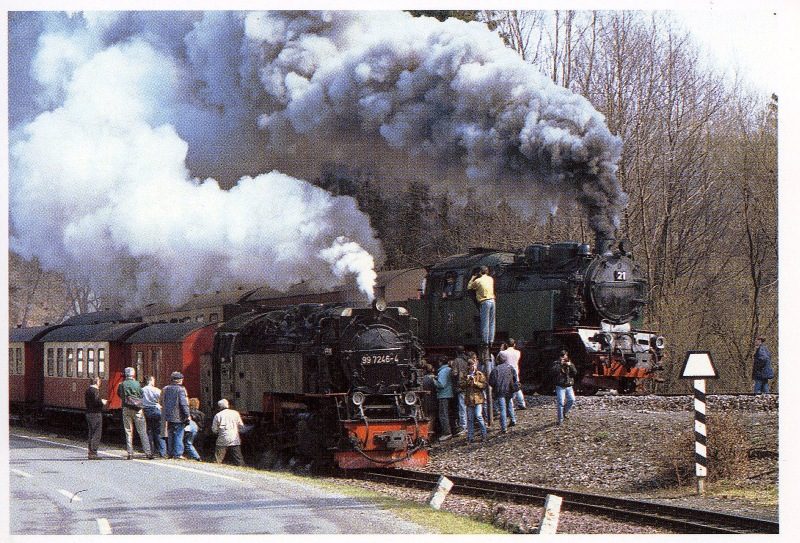
Doble sortida d'Alexisbad als anys 90
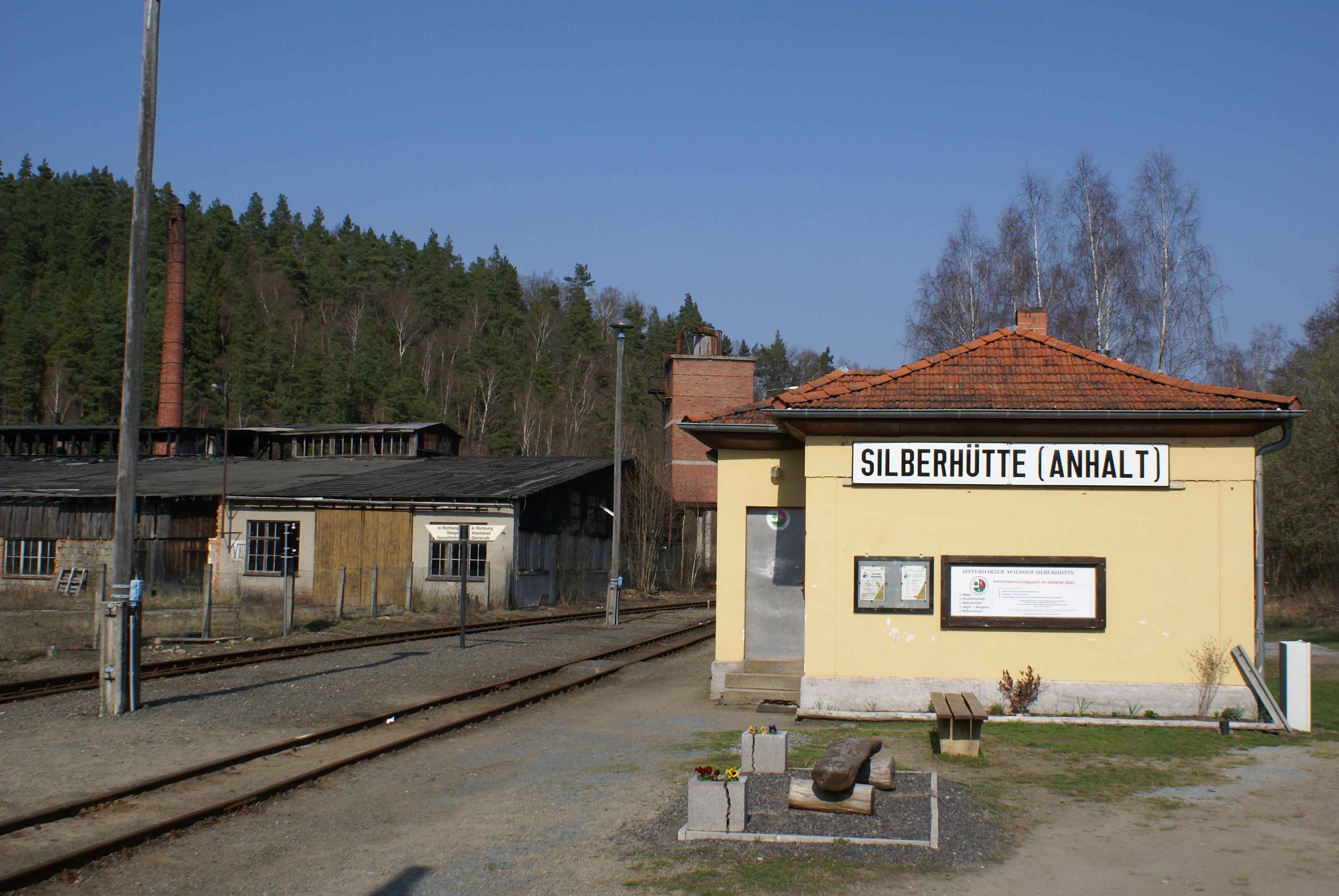
Estació de Silberhütte
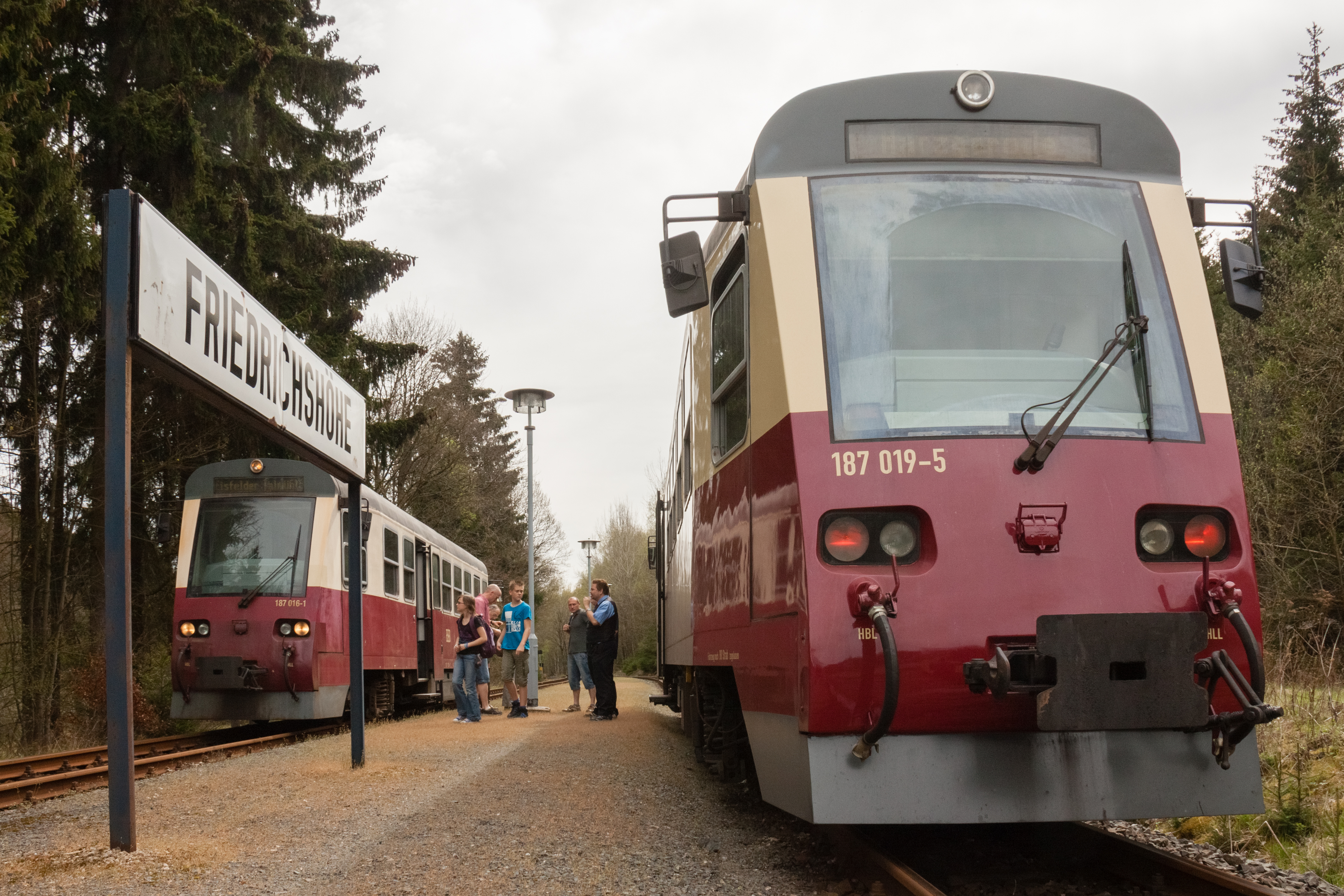
Encreuament de trens a Friedrichshöhe
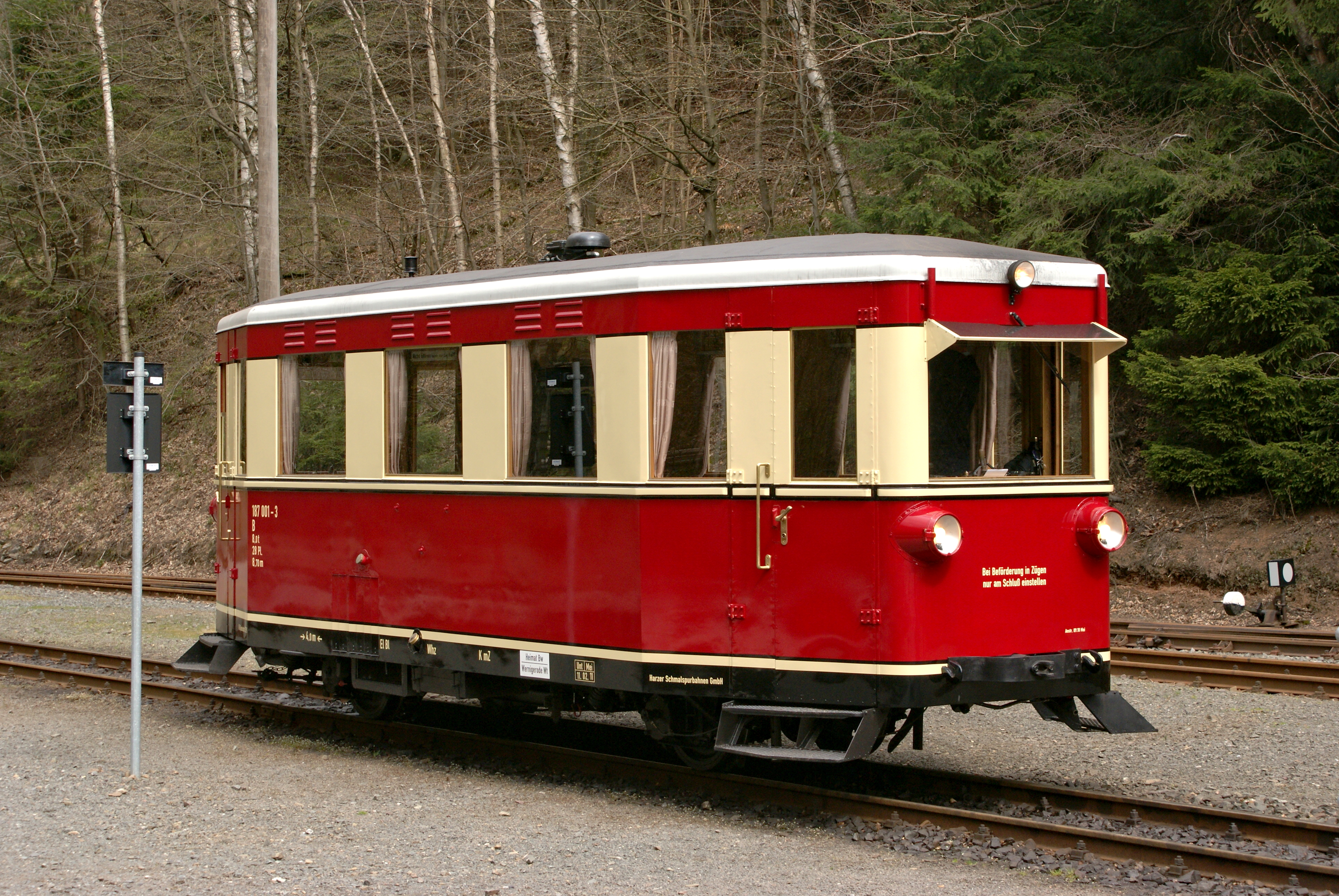
Automotor històric